# Amtsgericht Saarbrücken
Das Amtsgericht Saarbrücken ist ein deutsches Gericht der ordentlichen Gerichtsbarkeit und eines von zehn Amtsgerichten im Bezirk des Landgerichts Saarbrücken. Präsident des Amtsgerichts ist Stefan Geib.

## Gerichtssitz und -bezirk

Lage der Amtsgerichte in den jeweiligen Gerichtsbezirken im Saarland

Das Gericht hat seinen Sitz in der Landeshauptstadt Saarbrücken.
Der Gerichtsbezirk umfasst die Gemeinden Friedrichsthal, Kleinblittersdorf, Quierschied, Riegelsberg, Saarbrücken und Sulzbach. Damit ist der Bezirk etwa 255 km² groß. In ihm leben ca. 246.000 Einwohner (Stand 30. September 2017).
Landesweit führt das Amtsgericht Saarbrücken unter anderem das Handels-, Genossenschafts-, Seeschiffs- und Partnerschaftsregister. Es ist auch landesweit zuständig für Insolvenzverfahren. Nach der Zentralisierung der Grundbuchämter ist das Gericht zuständig für die Führung aller Grundbücher für die im Saarland gelegenen Grundstücke.
Seit dem 1. Januar 2013 ist es auch Zentrales Vollstreckungsgericht für das Saarland.
Für Mahnverfahren ist das Amtsgericht Mayen zuständig.

## Geschichte
Im Jahr 1798 wurde das Friedensgericht Saarbrücken unter französischer Verwaltung eingerichtet. Dies war der Vorläufer des Amtsgerichtes, welches am 1. Oktober 1879 durch die preußischen Verordnung betreffend die Errichtung der Amtsgerichte von 26. Juli 1878 eingerichtet wurde. Von 1911 bis 1914 wurde ein Neubau für die Zivilabteilungen unter der Leitung von Gustav Kassbaum in der heutigen Franz-Josef-Röder-Straße errichtet.

### Präsidenten seit 1922
| Name              | von           | bis           |
| ----------------- | ------------- | ------------- |
| Schäfer           | 1922          | 1926          |
| Karl Manderscheid | 1926          | 28. Feb. 1935 |
| Ernst Luyken      | 1. Apr. 1935  | 1. Juli 1946  |
| Max Müller        | 1. Apr. 1948  | 30. Sep. 1952 |
| Peter Klein       | 1. Okt. 1952  | 30. Sep. 1955 |
| Josef Ballat      | 1. Mai 1956   | 31. März 1963 |
| Heinrich Wierz    | 29. Apr. 1963 | 28. Feb. 1971 |
| Karl Jenewein     | 3. Mai 1971   | 30. Sep. 1986 |
| Udo Gerber        | 23. Okt. 1986 | 30. Sep. 1990 |
| Rolf Kalbhenn     | 29. Nov. 1990 | 30. Okt. 2003 |
| Wolfgang Becker   | 1. Okt. 2004  | 31. Mai 2011  |
| Margot Burmeister | 1. Juli 2011  | 1. Apr. 2013  |
| Stefan Geib       | 1. Okt. 2014  |               |
| Quelle:           |               |               |

## Gerichtsgebäude

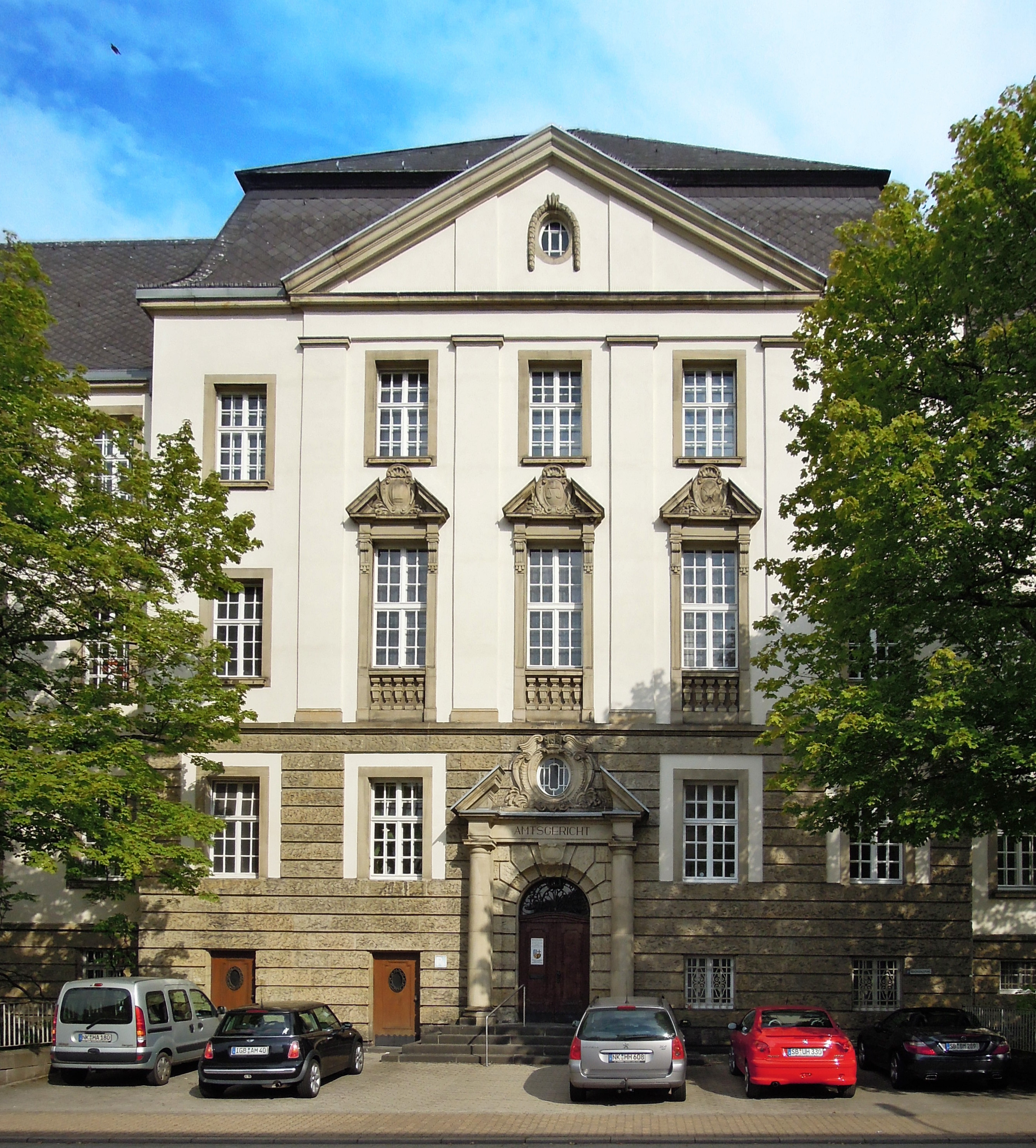
Gebäude der Zweigstelle in Sulzbach

Das Hauptgebäude befindet sich in der Franz-Josef-Röder-Straße 13 in Saarbrücken. Des Weiteren sind noch fünf Nebenstellen in Saarbrücken sowie eine in Sulzbach eingerichtet worden.

## Übergeordnete Gerichte
Dem Amtsgericht Saarbrücken ist das Landgericht Saarbrücken übergeordnet. Zuständiges Oberlandesgericht ist das Saarländische Oberlandesgericht, ebenfalls mit Sitz in Saarbrücken.

## Juristen, die am Amtsgericht Saarbrücken tätig waren
- Erwin Müller
- Friedrich Merz